# Igornichthys
Igornichthys è un genere di pesci ossei estinto, di incerta collocazione sistematica. Visse all'inizio del Permiano inferiore (circa 298 milioni di anni fa) e i suoi resti fossili sono stati ritrovati in Europa.

## Descrizione
Questo pesce era di piccole dimensioni, e solitamente non era più lungo di 10 centimetri. Possedeva una testa grossa e grandi orbite; le pinne dorsale e anale erano spostate verso la pinna caudale, e le pinne pettorali e pelviche erano di medie dimensioni. Il corpo era moderatamente allungato.
Il cranio era dotato di grandi ossa frontali, piccole ossa parietali e grandi ossa dermopterotiche. Il canale sopraorbitale attraversava il frontale fino al dermopterotico e non intersecava il parietale. I denti erano di medie dimensioni e appuntiti. Le scaglie, di forma rettangolare, erano disposte in file oblique ed erano ornamentata da una o due spine rivolte all'indietro. I raggi branchiostegali erano stretti e numerosi.

## Classificazione
Il genere Igornichthys venne descritto per la prima volta nel 1972 da Heyler, sulla base di resti fossili ritrovati nella zona del Massiccio Centrale in Francia, nei pressi di Autun. La specie tipo è Igornichthys doubingeri; successivamente è stata attribuita a questo genere un'altra specie, I. bohemicus, proveniente dalla zona di Semily in Repubblica Ceca.
Igornichthys è il genere tipo degli Igornichthyidae, un piccolo gruppo di pesci ossei arcaici tipici del Carbonifero-Permiano; inizialmente avvicinati agli Aeduellidae a causa di alcune caratteristiche del canale sopraorbitale, gli Igornichthyidae possedevano in realtà scaglie e caratteristiche mascellari più vicine a quelle del genere triassico Brookvalia.

## Paleobiogeografia
La presenza di specie simili di Igornichthys nel bacino di Autun e in Repubblica Ceca indica che nel corso del Carbonifero superiore e in particolare del Permiano inferiore vi fu una forte interconnessione tra i bacini lacustri d'Europa.